# Georgeta Gabor

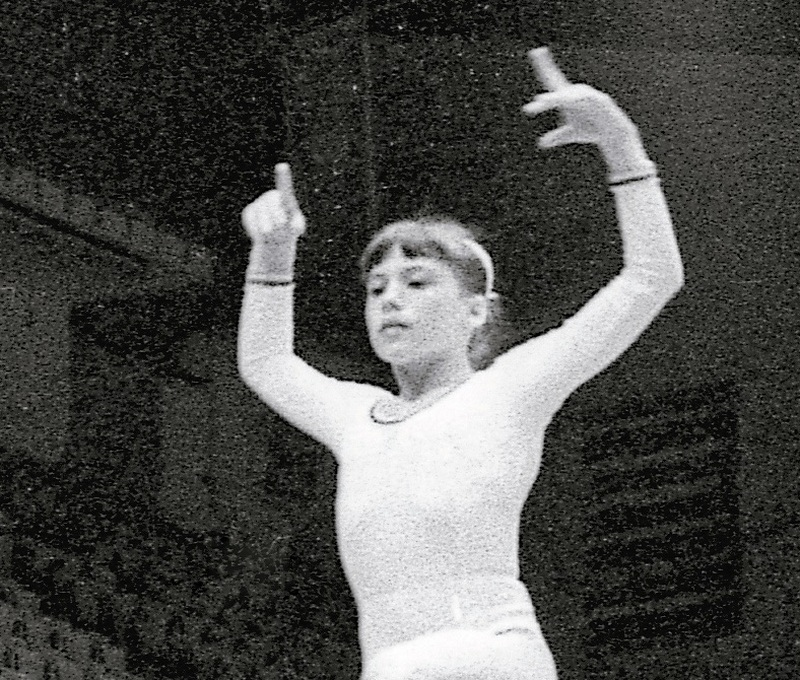
Georgeta Gabor

Georgeta Gabor (* 10. Januar 1962 in Onești) ist eine ehemalige rumänische Kunstturnerin.
Wie Nadia Comăneci stammt Gabor aus Onești, mit der sie im örtlichen Turnzentrum trainierte. 1976 nahm Gabor an den Olympischen Spielen teil. In Montreal gewann sie mit der rumänischen Mannschaft mit Nadia Comăneci, Mariana Constantin, Anca Grigoraș, Gabriela Trușcă und Teodora Ungureanu die Silbermedaille. Außerdem trat sie im Einzelmehrkampf, am Boden, am Schwebebalken, am Stufenbarren und beim Sprung an, wo sie es aber nicht in das Finale schaffte. Danach nahm Georgeta Gabor an keinen weiteren internationalen Wettbewerben teil.